# 비에른 페뤼
비에른 라르스 요한네스 에리크 페뤼(스웨덴어: Björn Lars Johannes Erik Ferry, 1978년 8월 1일~)는 스웨덴의 전직 바이애슬론 선수이다. 올림픽에 4회 참가하여 2010년 동계 올림픽 남자 추적 종목에서 금메달을 획득했다. 또한 세계 선수권 대회에서 금메달 1개, 은메달 1개, 동메달 1개를 획득했다.